# Craspidaster hesperus
Craspidaster hesperus is een kamster uit de familie Astropectinidae.
De wetenschappelijke naam van de soort werd in 1840 gepubliceerd door Johannes Peter Müller & Franz Hermann Troschel.